# Regula Mühlemann
Regula Mühlemann (née le 7 janvier 1986) est une cantatrice suisse alémanique soprano. 

## Biographie
Regula Mühlemann est née à Adligenswil, dans le canton de Lucerne, en Suisse. En 2010, elle étudie le chant avec Barbara Locher à l'Académie de musique de Lucerne. Ses premières apparitions sur la scène lyrique incluent les rôles suivants : Maturina dans Don Giovanni Tenorio de Gazzaniga, Barbarina dans Les Noces de Figaro (Susanna sera chantée en 2017-2018), Papagena dans La Flûte enchantée, ainsi que Doralice dans Il trionfo dell'onore de Scarlatti. Elle s'est notamment produite sur des scènes telles que celles de Salzbourg, Berlin, Paris, Zürich, Lucerne et Genève. Dans le documentaire de Bernard Weber de 2018 Der Klang der Stimme (de) elle montre un aperçu de son travail et de sa relation au chant. Elle obtient de nombreuses bourses telles que celles de la fondation Friedl-Wald, du Pour-cent culturel Migros, de la fondation Elvira-Lüthi-Wegmann, de la fondation Armin Weltner et de la fondation Jmanuel et Evamaria Schenk.

## Prix
- 2008 : Finaliste du « Prix Crédit Suisse Jeunes Solistes » (Genf)[3]
- 2010 : Demi-finaliste au concours Ernst Haefliger (Gstaad)
- 2017 : Prix des critiques de disques allemands
- 2018 : Opus Klassik (de) en tant que jeune artiste de l'année (Chant)[4]

## Cinéma
Dans la version cinématographique Hunter's Bride de l'opéra Der Freischütz de Weber, dirigée par Jens Neubert, Regula Mühlemann joue le rôle de Ännchen et est saluée par la critique. La Neue Zürcher Zeitung la voit comme « une découverte de premier ordre ».
Elle a joué le rôle d'Amore dans la version filmée 2013 de Orfeo e Euridice, de Gluck, dirigé par Vaclav Luks

## Discographie

### CD
- 2014 : Gioachino Rossini - Petite messe solennelle, Peter Dijkstra, Chor des Bayerischen Rundfunks ( Sony Classical )
- 2016 : Wolfgang Amadeus Mozart - Les Noces de Figaro (rôle : Barbarina), Yannick Nézet-Séguin, Orchestre de chambre de l'Europe ( Deutsche Grammophon )
- 2016 : Mozart Arias, Umberto Benedetti Michelangeli, Kammerorchester Basel (Sony Classical)[1],[7]
- 2017 : Georg Philipp Telemann - Reformations-Oratorium (Sony Classical)
- 2017 : Cleopatra: Arias baroques, Robin Peter Müller, La Folia Barockorchester (de)  (Sony Classical)[1]
- 2017 : Lieder im Volkston (Oehms Classics)
- 2018 : Wolfgang Amadeus Mozart - La Clémence de Tito (rôle : Servilia), Yannick Nézet-Séguin, Orchestre de chambre de l'Europe (Deutsche Grammophon)
- 2019 : Wolfgang Amadeus Mozart - Die Zauberflöte (rôle : Papagena), Yannick Nézet-Séguin, Orchestre de Chambre d'Europe (Deutsche Grammophon)
- 2019 : Lieder Der Heimat  / Songs from Home, Tatyana Korsunskaya, Piano (Sony Classical)
- 2022 : Fairy Tales, Chaarts Chamber Artists (Sony Classical)

### DVD
- 2010 : Carl Maria von Weber - Der Freischütz (rôle : Ännchen) ( Constantin Film )
- 2013 : Wolfgang Amadeus Mozart - Die Zauberflöte (rôle : Papagena), Simon Rattle, Berliner Phil Harmoniker
- 2014 : Christoph Willibald Gluck - Orfeo ed Euridice (rôle : Amore), Václav Luks, Collegium 1704 ( Arthaus Musik )
- 2014 : Gaetano Donizetti - L'elisir d'amore (Pango Heras-Casado), Chœur et Ensemble Balthasar-Neumann (de)  (Deutsche Grammophon)